# Stig Andersson-Tvilling
Stig Gunnar Andersson-Tvilling  (* 15. Juli 1928 in Bromma; † 20. September 1989 in Kungsängen) war ein schwedischer Eishockeyspieler. Sein Zwillingsbruder Hans Andersson-Tvilling war ebenfalls ein professioneller Eishockeyspieler. 

## Karriere
Auf Vereinsebene spielte Stig Andersson-Tvilling ausschließlich für Djurgårdens IF. Von 1947 bis 1961 trat er mit seiner Mannschaft in der Division 1, der damals höchsten schwedischen Spielklasse, an. In den Jahren 1950, 1954, 1955, 1958, 1959, 1960 und 1961 gewann er mit Djurgårdens IF jeweils den schwedischen Meistertitel.  

### International
Für Schweden nahm Andersson-Tvilling an den Olympischen Winterspielen 1952 in Oslo sowie 1956 in Cortina d’Ampezzo teil. Bei den Winterspielen 1952 gewann er mit seiner Mannschaft die Bronzemedaille. Als bestes europäisches Team wurde Schweden zudem Europameister. Des Weiteren stand er im Aufgebot seines Landes bei der Weltmeisterschaft 1953, bei der er mit Schweden die Goldmedaille gewann und damit erneut auch Europameister wurde, sowie bei der Weltmeisterschaft 1954, bei der er mit seiner Mannschaft die Bronzemedaille gewann.  

## Erfolge und Auszeichnungen
- 1950 Schwedischer Meister mit Djurgårdens IF
- 1954 Schwedischer Meister mit Djurgårdens IF
- 1955 Schwedischer Meister mit Djurgårdens IF
- 1958 Schwedischer Meister mit Djurgårdens IF
- 1959 Schwedischer Meister mit Djurgårdens IF
- 1960 Schwedischer Meister mit Djurgårdens IF
- 1961 Schwedischer Meister mit Djurgårdens IF

### International
- 1952 Bronzemedaille bei den Olympischen Winterspielen
- 1953 Goldmedaille bei der Weltmeisterschaft
- 1954 Bronzemedaille bei der Weltmeisterschaft

### Trivia
Laut Hamburger Abendblatt vom 1. Juli 1954 soll er auch als Fußballer repräsentativ gespielt, namentlich beim 2:5 der Auswahl Stockholms tags zuvor in Hamburg ein Tor erzielt haben.  